# Cantonul Arthez-de-Béarn
Cantonul Arthez-de-Béarn este un canton din arondismentul Pau, departamentul Pyrénées-Atlantiques, regiunea Aquitania, Franța.

## Comune
- Argagnon
- Arnos
- Arthez-de-Béarn (reședință)
- Artix
- Boumourt
- Casteide-Cami
- Casteide-Candau
- Castillon
- Cescau
- Doazon
- Hagetaubin
- Labastide-Cézéracq
- Labastide-Monréjeau
- Labeyrie
- Lacadée
- Lacq (parțial)
- Mesplède
- Saint-Médard
- Serres-Sainte-Marie
- Urdès
- Viellenave-d'Arthez